# دن استیل
دن استیل (انگلیسی: Dan Steele؛ زادهٔ march ۲۰, ۱۹۶۹ (۵۵ سال)) ورزشکار دو و میدانی اهل ایالات متحده آمریکا است.
وی در مسابقات کشوری و بین‌المللی در مجموع برندهٔ ۱ مدال برنز شده‌است.